# 무동 (미얀마)
무동(버마어: မုဒုံ, 므등, မိုဟ်ပ္ဍုၚ်, 모흐등)은 미얀마 몬주 멀라먀잉의 중부의 도시로 몰러먀잉과 땅퓨즈얍를 잇는 고속도로 사이에 있다.

## 명소

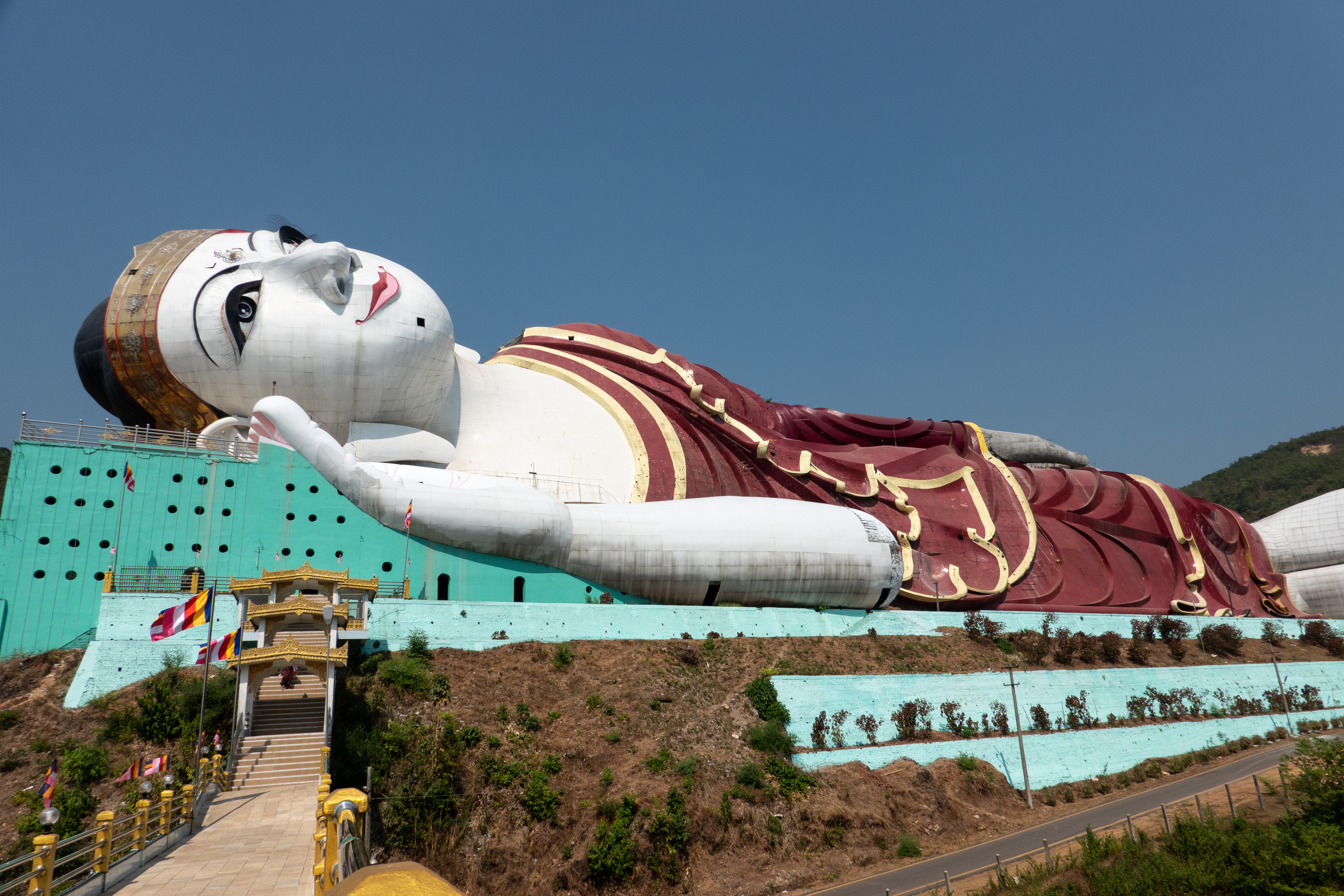
윈신 떠야

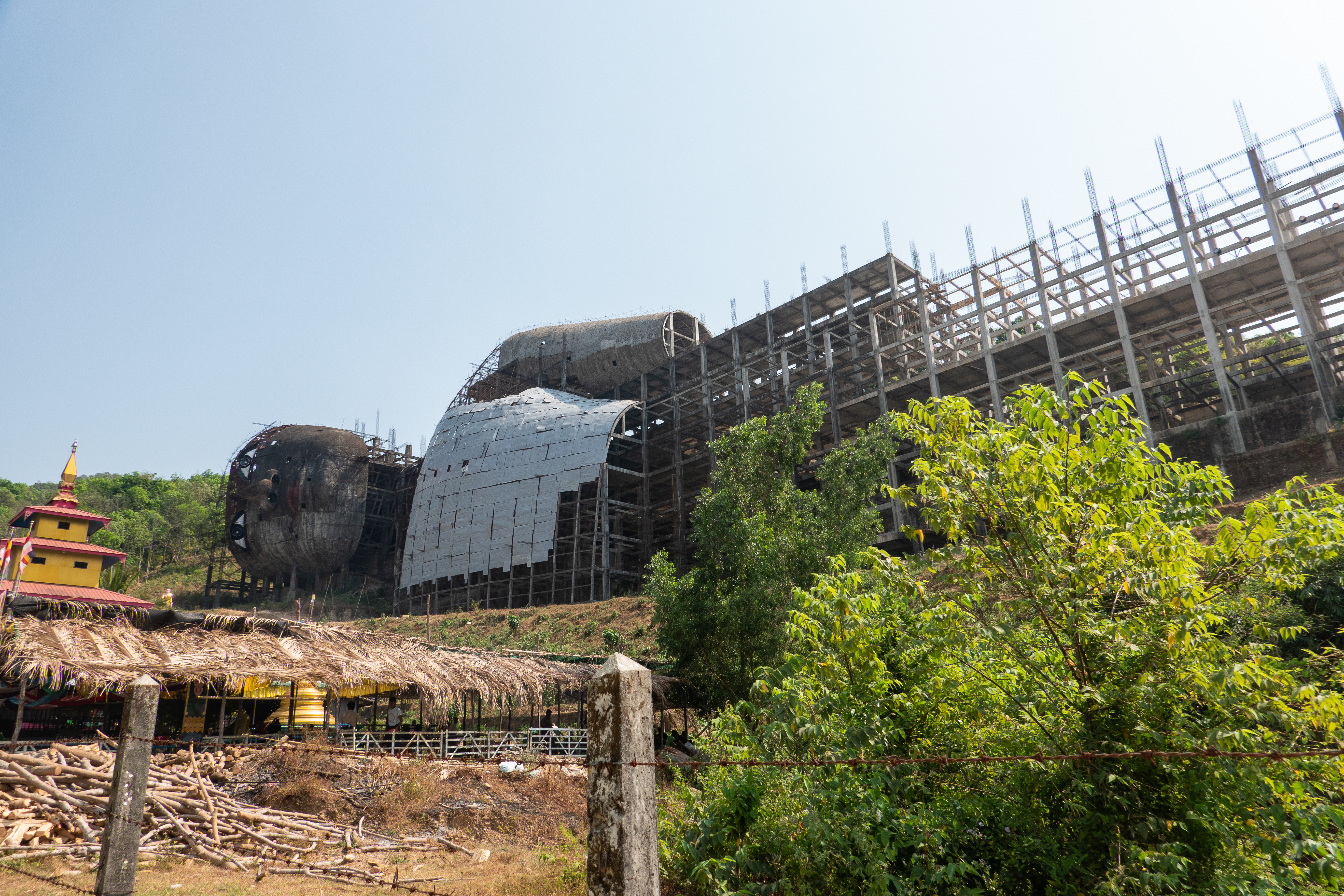
윈신 와불 (2020년)

세계에서 가장 큰 와불상은 무동의 주요 명소이다.